# Паульсон, Оттон Михайлович
Отто Михайлович Паульсон (10 [22] января 1834, Нарва, Санкт-Петербургская губерния — 1 [13] июня 1886, Киев) — русский зоолог, профессор Киевского университета. Работал в различных направлениях зоологии, в частности таких, как сравнительная анатомия, карцинология, гельминтология, паразитология, энтомология.

## Биография
Паульсон воспитывался в 3-й гимназии в Петербурге, а затем на физико-математическом факультете Петербургского университета. Будучи студентом 4 курса, он написал сочинение на тему «исследовать различные сорта русского поташа, добываемого в различных местностях и из различных материалов и определить относительное их достоинство» и получил за это сочинение золотую медаль.
В 1857 г. окончил курс факультета со степенью кандидата, и затем до 1860 г. занимался частными уроками; в то же время он слушал частные курсы анатома-профессора Грубера и академика-зоолога Брандта и практически изучал анатомию человека в Медико-хирургической академии. В начале 1861 года Паульсон отправился за границу и слушал лекции в Вюрцбургском и других университетах. Вернувшись в Россию в 1865 году, был избран приват-доцентом университета св. Владимира по кафедре зоологии и читал частные курсы до 1869 г.
В 1867 году защитил магистерскую диссертацию «Анатомия Diplozoon paradoxum. Взгляд на процессы слияния и соединения организмов». В 1869 году получил штатную доцентуру.
В 1875 году защитил докторскую диссертацию на тему «Исследование ракообразных Красного моря с заметкам относительно ракообразных других морей».
С 1876 года — профессор кафедры зоологии.
В 1881—1884 годах — проректор Киевского университета.
Паульсон приобрел себе почетную известность не только научными трудами по сравнительной анатомии и гистологии, но и тем, что распространил на юге России рациональное пчеловодство.